# George Stoll
George Martin Stoll (Minneapolis, 7 mei 1902 – Monterey, 17 januari 1985) was een Amerikaans violist, dirigent, arrangeur en componist van filmmuziek. Zijn naam is verbonden aan musicalfilms van MGM uit de jaren 1930 tot 1950, waaronder Strike Up the Band, For Me and My Gal, Anchors Aweigh waarvoor hij de Oscar voor beste filmmuziek won, en Meet Me in Las Vegas. Op de aftiteling is zijn naam vaak Georgie Stoll, soms George E. Stoll.

## Biografie
George Stoll werd reeds op jeugdige leeftijd bekend als vioolspeler. Hij toerde door Noord-Amerika als jazz-violist en had later een eigen trio en leidde orkesten bij radio-uitzendingen. Zijn carrière in Hollywood begon in 1935, toen hij begeleidende viool speelde bij het lied "I Wished on the Moon" in de film The Big Broadcast of 1936. In 1937 ging hij voor Metro-Goldwyn-Mayer werken. Voor The Wizard of Oz was hij dirigent (associate conductor).
In de volgende drie decennia zou hij aan meer dan 70 films meewerken als componist, muzikale leider en/of dirigent. Vele daarvan zijn klassiekers geworden in het musicalgenre. Op het einde van zijn carrière, begin jaren 1960, schreef hij de muziek voor enkele films met Elvis Presley, waaronder Viva Las Vegas. De laatste film waar hij aan meewerkte was Made in Paris (1966) met Ann-Margret.
Stoll werd negenmaal genomineerd voor een Oscar; achtmaal voor beste filmmuziek en eenmaal voor beste filmsong. Hij won eenmaal, bij de Oscar-uitreiking van 1946 voor de muziek van Anchors Aweigh, een film met Frank Sinatra en Gene Kelly. Zijn Oscar werd in 2001 door Kevin Spacey bij een veiling in Los Angeles gekocht voor 156.875 dollar. Spacey schonk het beeldje daarna terug aan de Academy of Motion Picture Arts and Sciences.

## Oscarnominaties en -winnaar
- 1939: Babes in Arms (beste originele muziek; samen met Roger Edens)
- 1940:
  - Strike Up the Band (beste originele muziek; samen met Roger Edens)
  - "Our Love Affair" uit Strike Up the Band (beste originele nummer; samen met Roger Edens)
- 1942: For Me and My Gal (beste originele muziek; samen met Roger Edens)
- 1944: Meet Me in St. Louis (beste originele muziek)
- 1945: Anchors Aweigh (winnaar; beste originele muziek)
- 1955: Love Me or Leave Me (beste originele muziek; samen met Percy Faith)
- 1956: Meet me in Las Vegas (beste originele muziek; samen met Johnny Green)
- 1962: Billy Rose's Jumbo (beste originele muziek)

## Filmografie (selectie)
- 1936: Pennies from Heaven
- 1936: Go West, Young Man
- 1937: Every Day's a Holiday
- 1937: Broadway Melody of 1938
- 1938: Listen, Darling
- 1939: The Wizard of Oz
- 1939: Honolulu
- 1940: Babes in Arms
- 1940: Strike Up the Band
- 1940: Go West
- 1941: Ziegfeld Girl
- 1941: The Big Store
- 1941: Lady Be Good
- 1941: Babes on Broadway
- 1942: Panama Hattie
- 1942: For Me and My Gal
- 1943: Swing Fever
- 1943: Girl Crazy
- 1944: Meet Me in St. Louis
- 1945: Anchors Aweigh
- 1946: Holiday in Mexico
- 1948: Three Daring Daughters
- 1948: The Big City
- 1949: Neptune's Daughter
- 1950: Watch the Birdie
- 1950: The Duchess of Idaho
- 1950: Nancy Goes to Rio
- 1951: Excuse My Dust
- 1952: Skirts Ahoy!
- 1953: Latin Lovers
- 1953: Dangerous When Wet
- 1954: Rose Marie
- 1955: Love Me or Leave Me
- 1955: Hit the Deck
- 1955: The Opposite Sex
- 1956: Meet Me in Las Vegas
- 1958: Seven Hills of Rome
- 1960: Where the Boys Are
- 1962: Billy Rose's Jumbo
- 1964: Viva Las Vegas
- 1964: Looking for Love
- 1965: Girl Happy
- 1966: Spinout
- 1966: Made in Paris

- Biblioteca Nacional de España: XX1295672
- Bibliothèque nationale de France: cb13938304w (data)
- Catàleg d'autoritats de noms i títols de Catalunya: 981058523736306706
- Gemeinsame Normdatei: 134608216
- International Standard Name Identifier: 0000 0000 6302 6268
- Library of Congress Control Number: n85376899
- Nationale Bibliotheek van Letland: 000335341
- MusicBrainz: 6af5c8bb-97d2-4233-b01a-39f3d8237af4
- Nationale Bibliotheek van Tsjechië: xx0183942
- Nationale Bibliotheek van Israël: 987007439943505171
- SNAC: w6nw2x2h
- Système universitaire de documentation: 163269599
- Virtual International Authority File: 66655541
- WorldCat: E39PBJqkbjqwVtdBmmgT6Ghj4q